# Klettergebiet Pfälzer Wald

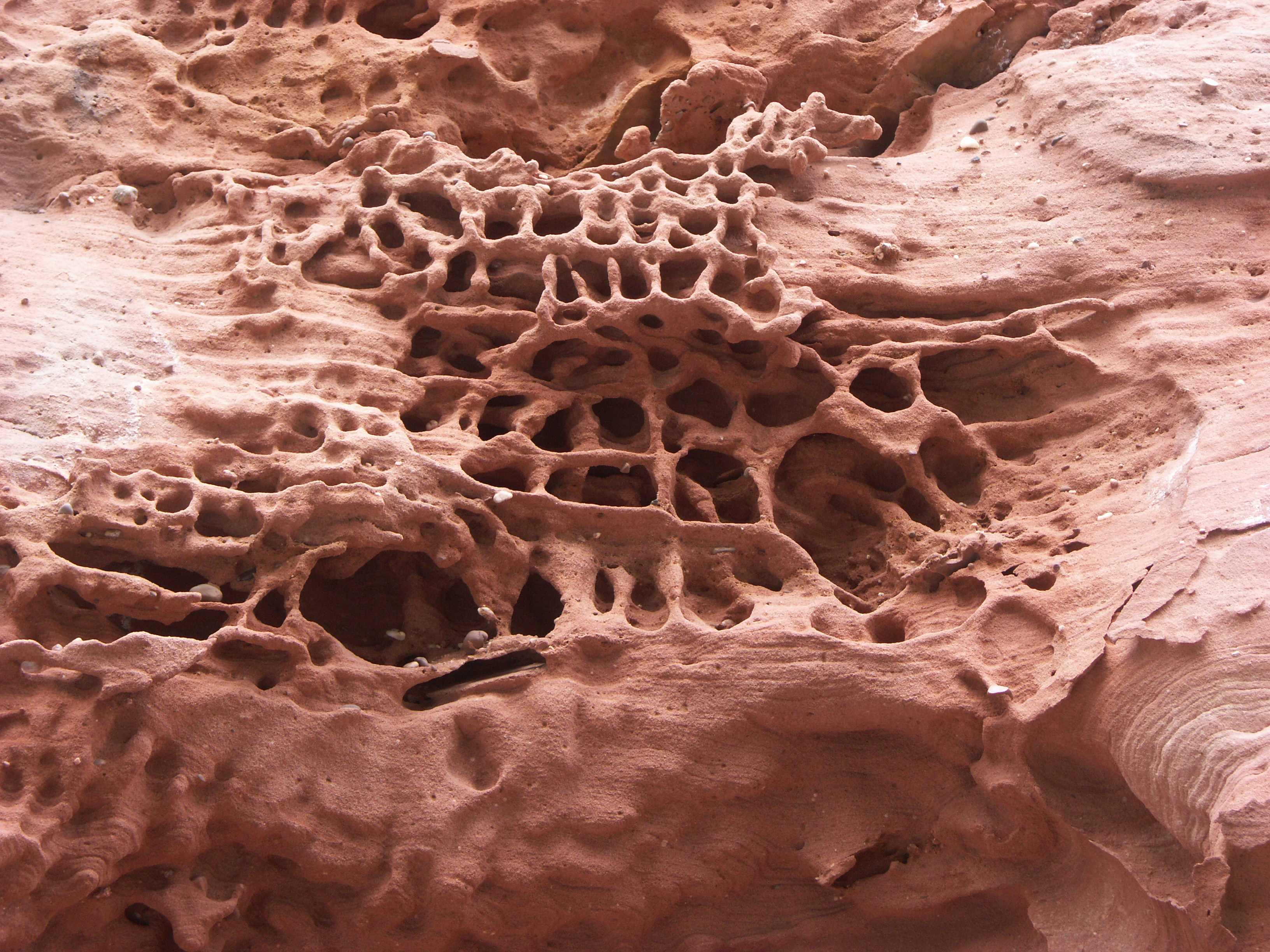
Wabenförmige Verwitterungen (Alveolarverwitterung, Tafoni) sind für den Buntsandstein der Südpfalz typisch.

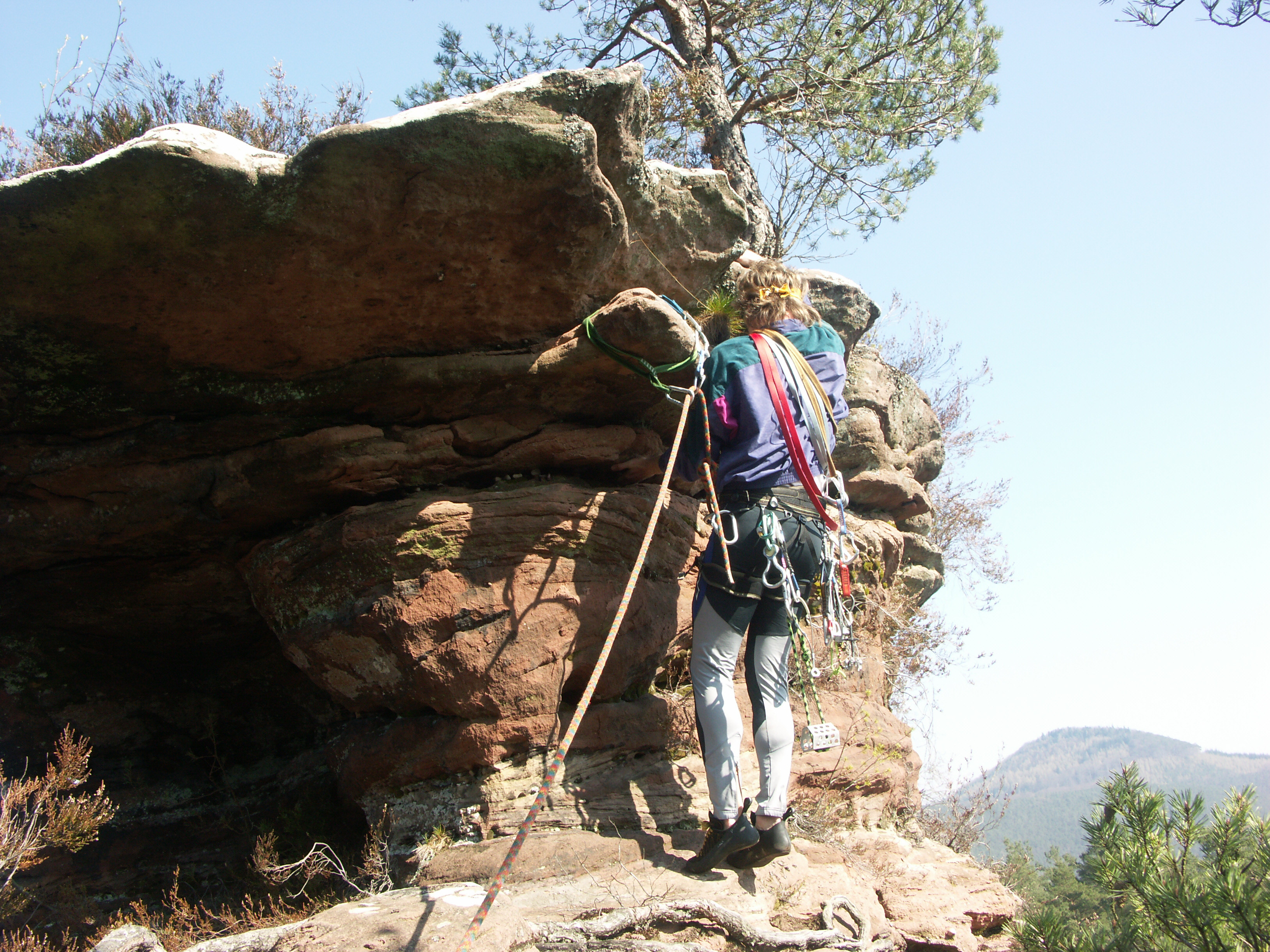
Am Gipfel versperren häufig vorstehende Platten den Ausstieg.

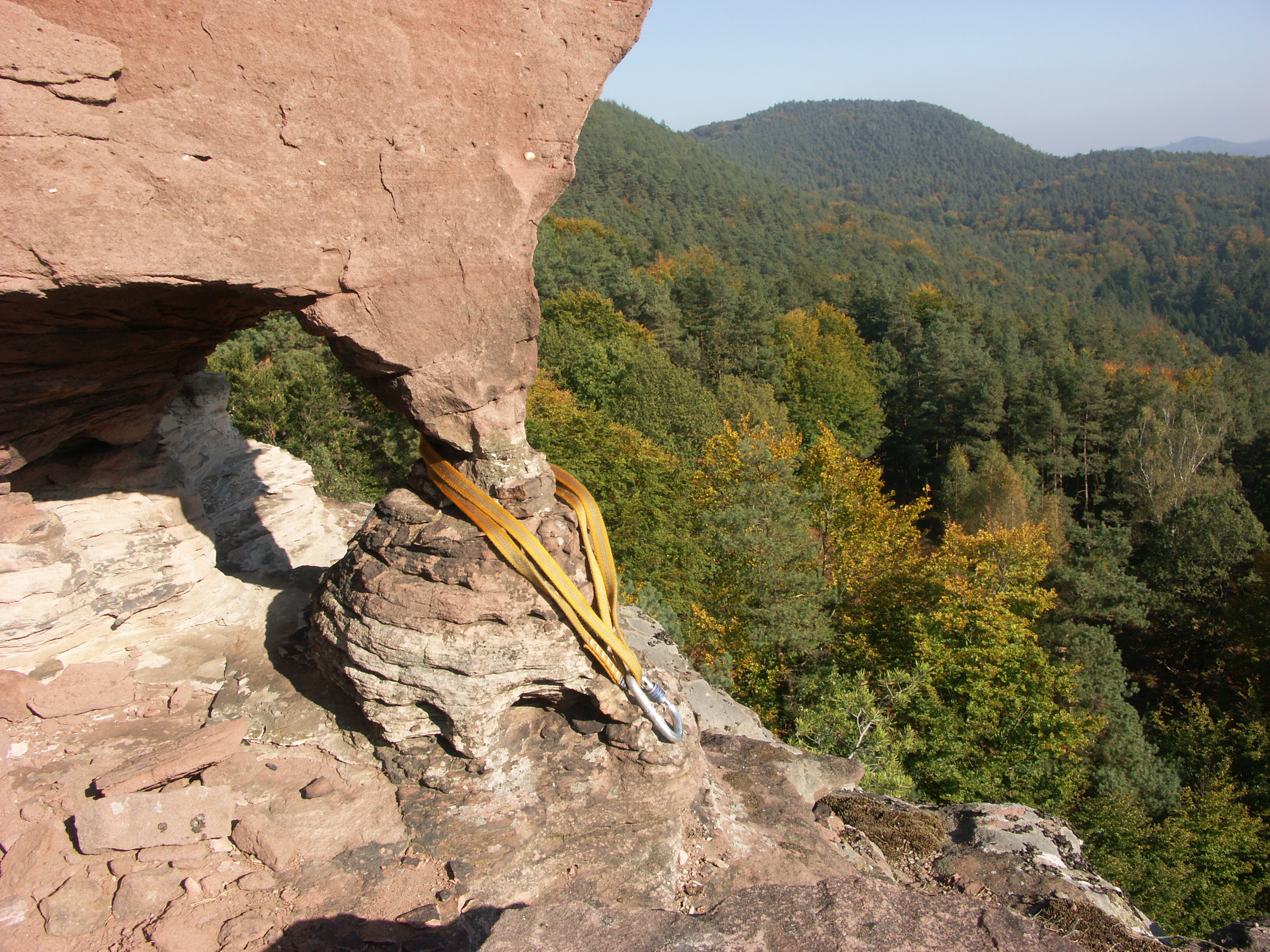
Sanduhr, eine typische Verwitterungsform in Buntsandstein, ermöglicht gute Sicherungen beim Klettern

Das Klettergebiet Pfälzer Wald  ist ein bedeutendes Klettergebiet im deutschen Bundesland Rheinland-Pfalz. Es erstreckt sich über weite Teile des südlichen Pfälzerwaldes, insbesondere über die Landkreise Südliche Weinstraße und Südwestpfalz. Viele der Gesteinsformationen liegen im Dahner Felsenland. Südlich schließt sich das Klettergebiet Nordvogesen an.
Die zum Sportklettern geeigneten Felsen bestehen aus einer Art Sandstein, der geologisch gesehen zu der lithostratigrafischen Gruppe des Buntsandsteins gehört. Das Gesamtgebiet weist etwa 80 freistehende Buntsandsteintürme und mehr als 140 sogenannte Massive auf. Im Frühjahr und Frühsommer sind zahlreiche Felsen gesperrt, um dort brütende Wanderfalken zu schützen.

## Überblick
Viele Felsen sind von der Vereinigung der Pfälzer Kletterer mit Abseilringen und Gipfelbüchern versehen. Einfache Routen – bis zum fünften Schwierigkeitsgrad – sind häufig gar nicht oder nur mit wenigen Zwischensicherungen ausgestattet. Der Sandstein im Gebiet ist anders als Kalk griffarm und rund, sodass vielfach „auf Reibung“ geklettert werden muss. Oft ragen Sandsteinplatten unmittelbar unter dem Gipfel in die Kletterführe vor. In den Felsen treten besondere Verwitterungsformen auf, z. B. Wabenwände, die eine spezielle Klettertechnik erfordern. Die Schwierigkeiten reichen vom I. bis zum XI. Grad der UIAA-Skala.

## Klettergebiete
Das Klettergebiet Pfälzer Wald wird folgendermaßen eingeteilt:

### Annweilerer Gebiet

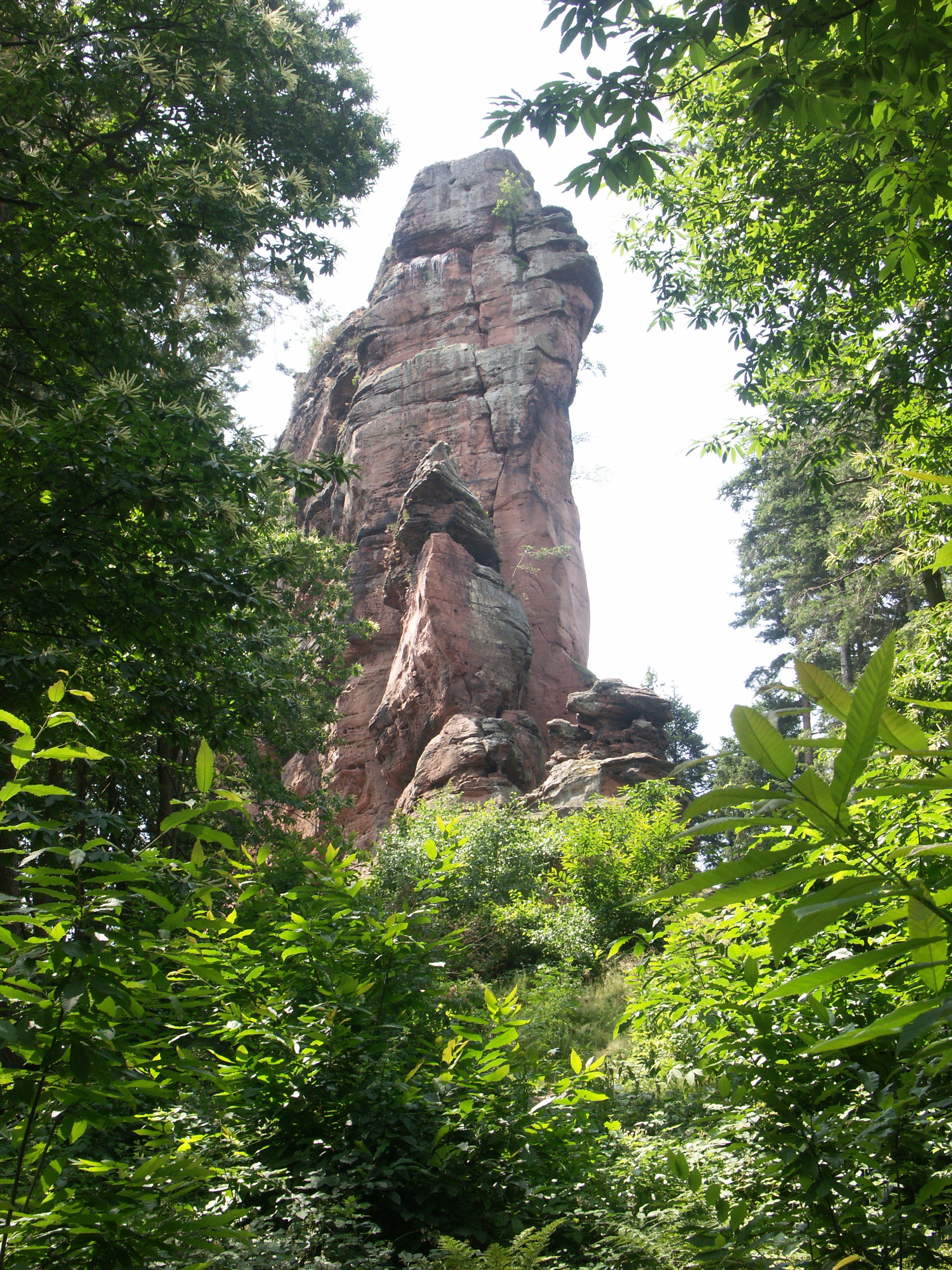
Asselstein – die schmale Ostwand
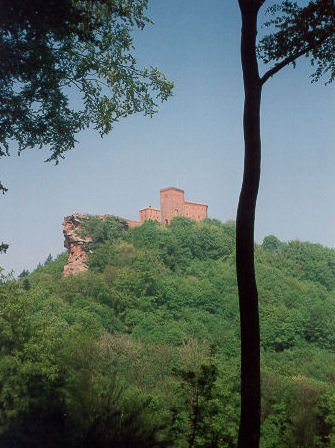
Trifels und Teil des Burgfelsens

Das Annweilerer Gebiet umfasst die Gebiete nördlich und südlich von Annweiler am Trifels. Zum nördlichen Bereich gehören die Orte Eußerthal, Dernbach und Gräfenhausen (Pfalz), zum südlichen Teil die Orte Bindersbach, Waldrohrbach und Waldhambach.
- Asselstein mit zahlreichen Routen, z. B. Normalweg (IV-), Westwand (V-), Rolfkamin (V+) und Ostwand (V) (Südwand bis Ende Juni 2013 gesperrt!)
- Hundsfels, der Normalweg (sogenannter Byzantinerweg) ist mit III- bewertet und gehört mit seinem „Kriechband“ und den Felsdurchstiegen zu den abwechslungsreichen Wegen der Pfalz. Eine weitere Route ist die „Alte Südwand“ mit der Schwierigkeit IV+.
- Am Trifels (mit Burg) gibt es unter anderem die Anstiege „Zickzack-Weg“ (VI) und Mittlere Westwand (VII+).

### Rinnthaler und Wilgartswiesener Gebiet
Das Rinnthaler und Wilgartswiesener Gebiet erstreckt sich links und rechts der B 10 im Raum Wilgartswiesen – Rinnthal – Sarnstall und umfasst eine große Zahl von Hangmassiven.
- Der Buchholzfelsen weist die Routen „Alter Dachweg“ (VII+) und „Tuxedomoon“, eine schwierige Dachkletterei, auf.
- Drei Felsen mit der „Falkenverscheidung“ (VI) und dem „Lineal“ (VII-), beide am Mittelgipfel.
- Außerdem gibt es im Gebiet noch die Schmalbühler Felsen mit dem „Dingentalturm“ und der „Wilgartisplatte“.

### Luger Gebiet

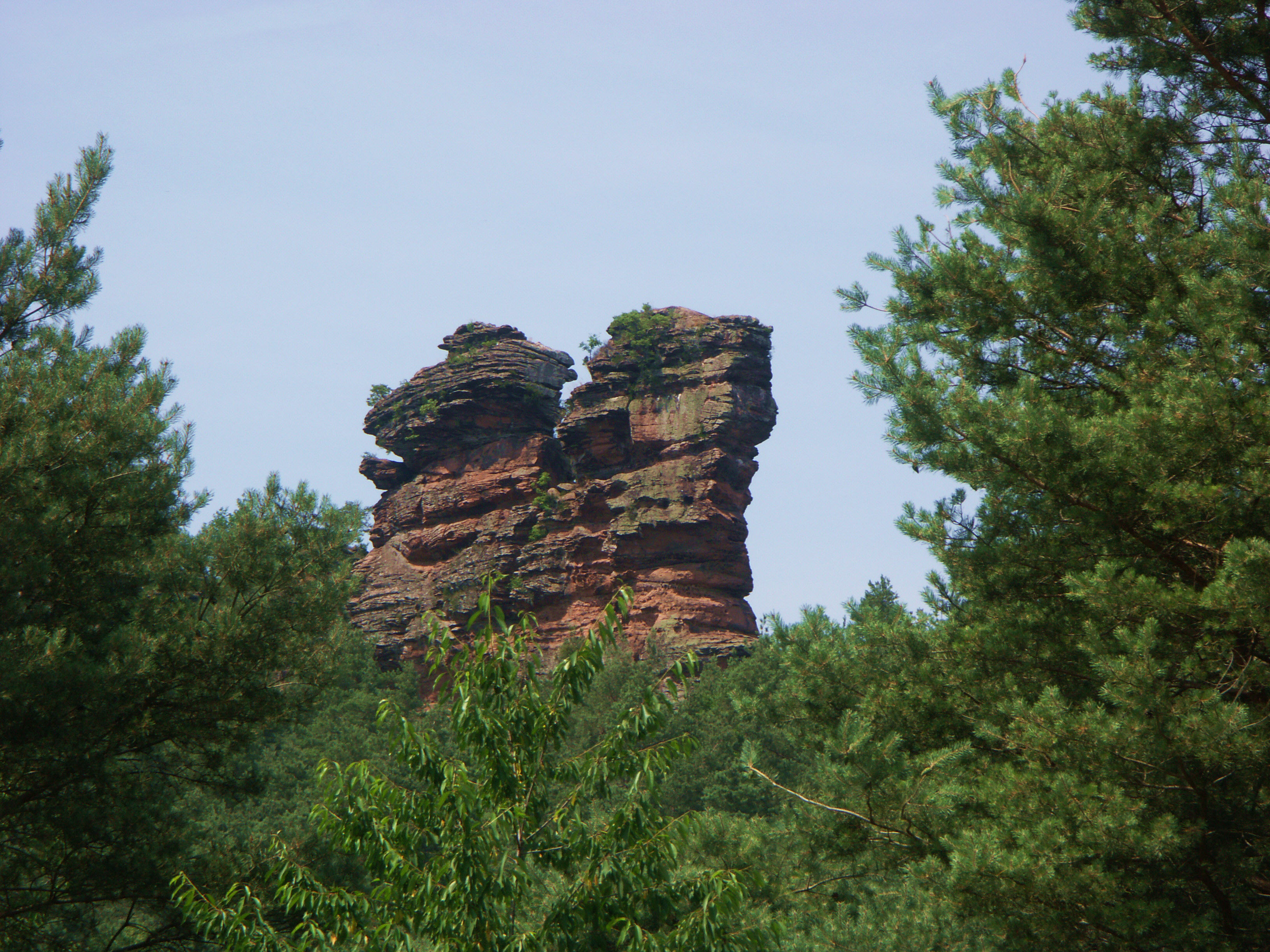
Luger Geierstein
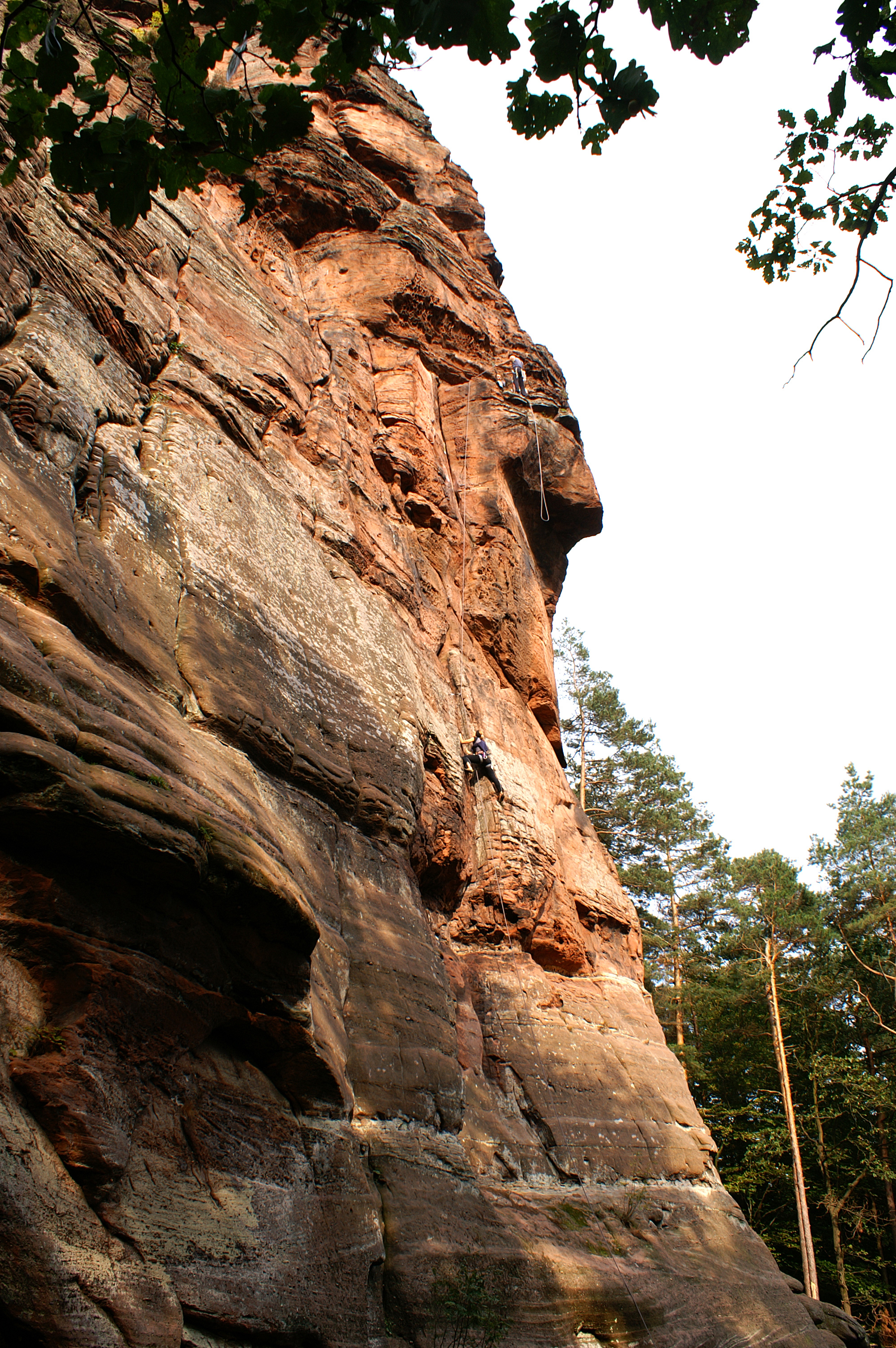
Luger Friedrich (Pfeilerweg, VI)

Das Luger Gebiet erstreckt sich südlich einer gedachten Linie zwischen Wilgartswiesen und Sarnstall. Zu ihm gehören die Orte Spirkelbach, Wernersberg, Lug, Schwanheim, Dimbach, Völkersweiler, Gossersweiler und Stein.
- Luger Friedrich mit der „Talkante“ (VI+) und der „Direkten Südwand“ (VII-).
- Luger Geiersteine, hier am „Geierturm“ der Normalweg (III+) und „Gabis Weg“ (VII+), am Massiv der „lange Normalweg“ (I), der „Luger-Tor-Weg“ (VII-) und „Mäandra“ (VIII).
- Außerdem sind die Steiner Nadel (auch „Käshafen“ genannt) und der „Dimbergpfeiler“ erwähnenswerte Kletterziele.

### Hauensteiner Gebiet
Das Hauensteiner Gebiet erstreckt sich vornehmlich südlich des Ortes Hauenstein, einige Felsen liegen auch östlich in Richtung Spirkelbach.
- Spirkelbacher Rauhfels mit dem „Hans-Wenger-Gedächtnisweg“ (VI+) und die „Blockverschneidung“ (IX-)
- Backelstein mit der „Großen Südverschneidung“ (V+) und der „Roten Wand“ (VII+)
- Burghalder mit der „Pfeilerwand“ (VI+) und „Großer Verschneidung“ (V+)
- Stephanstürme, am „Kleinen Stephansturm“ gibt es den „Normalweg“ (II)

### Vorderweidenthaler Gebiet
Das Vorderweidenthaler Gebiet erstreckt sich im Wesentlichen nordöstlich und östlich von Vorderweidenthal. Zu ihm werden auch die Felsen südwestlich von Darstein gerechnet.
- Rödelstein mit seinem verschlungenen „Normalweg“ (II) und den Routen „Dezemberweg“ VII, „Oliverweg“ (VI+) und der „Kochplatte“ (IX-).
- Lauterschwaner Rappenfels mit Klettertouren im Bereich IV – VI

### Busenberger Gebiet
Zum Busenberger Gebiet werden die Felsen gerechnet, die sich zwischen den Orten Schindhard und Busenberg befinden, sowie die östlich davon gelegenen Felsen.
- Schulerturm, er ist der Ruine der Felsenburg Drachenfels vorgelagert, dort befindet sich der „Werner-Mildenberg-Gedächtnisweg“ (VI+).
- Heidenpfeiler mit den Routen „Himmelsleiter“ (VI+) und „Topspin“ (VIII-)

### Bärenbrunner Tal

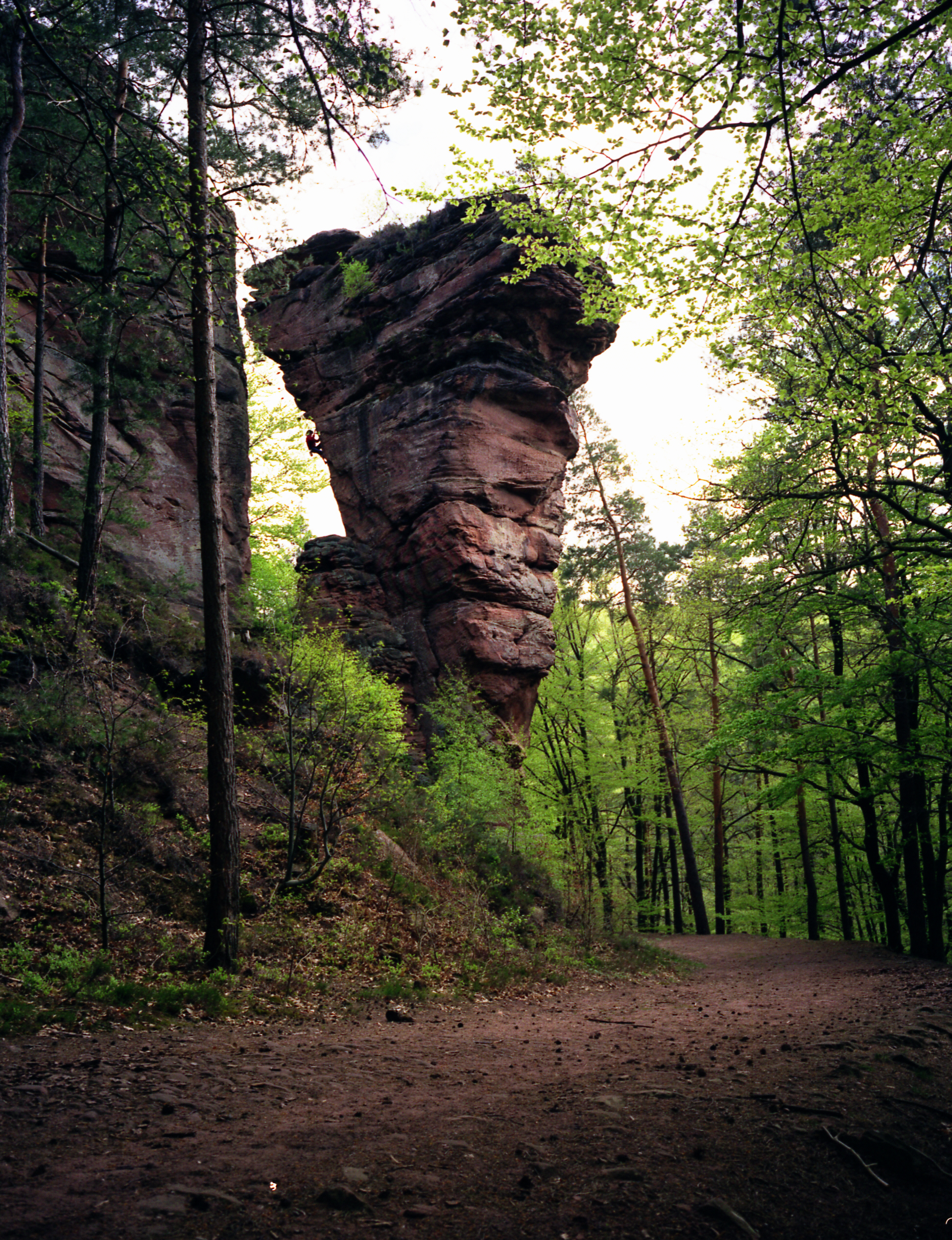
Honigfels mit Kletterer (linke Kante)
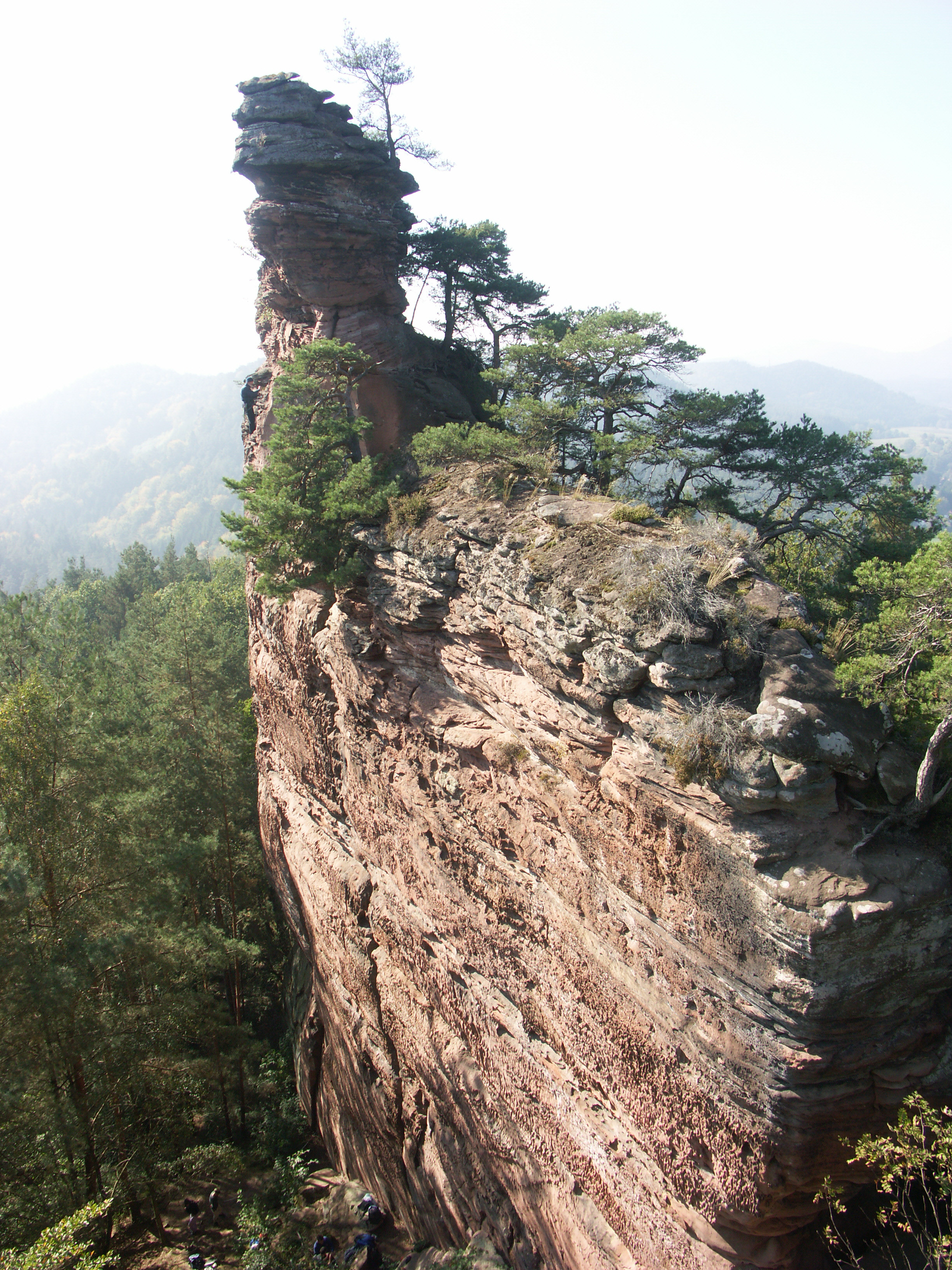
Pferchfeldturm-Südwand mit Kletterer

Das Gebiet umfasst die Felsen des Bärenbrunner Tales und diejenigen nördlich des Ortes Schindhard.
- Klosterfels mit dem „Nonnenriss“ (VI-) und dem „Flammenden Herzen“ (VIII-)
- Nonnenfels mit „Alter Route“ (IV), dem „Jubiläumsriss“ (VII-) und „Im Westen nichts Neues“ (IX-)
- Honigfelsen, neben dem Normalweg (VI-) gibt es noch den „Flug des Albatros“ (VII+) und das „Pfälzer Sanduhrdrama“ (IX-).
- Sternfelsen mit „Alter Südwand (Theoweg)“ (IV+) und „Nordwandquergang“ (III+)
- Pferchfeldfelsen mit der „Großen Südverschneidung“ (VI-) und der „Dritten Rampe“ (IV+)

### Erfweilerer Gebiet
Das Erfweilerer Gebiet befindet sich im Wesentlichen nordöstlich und südöstlich des kleinen Ortes Erfweiler, der einige Kilometer östlich von Dahn in einem ruhigen Seitental liegt. Ganz besonders bemerkenswert ist das sogenannte Glastal, an dessen Hängen sich zahlreiche Kletterfelsen befinden:

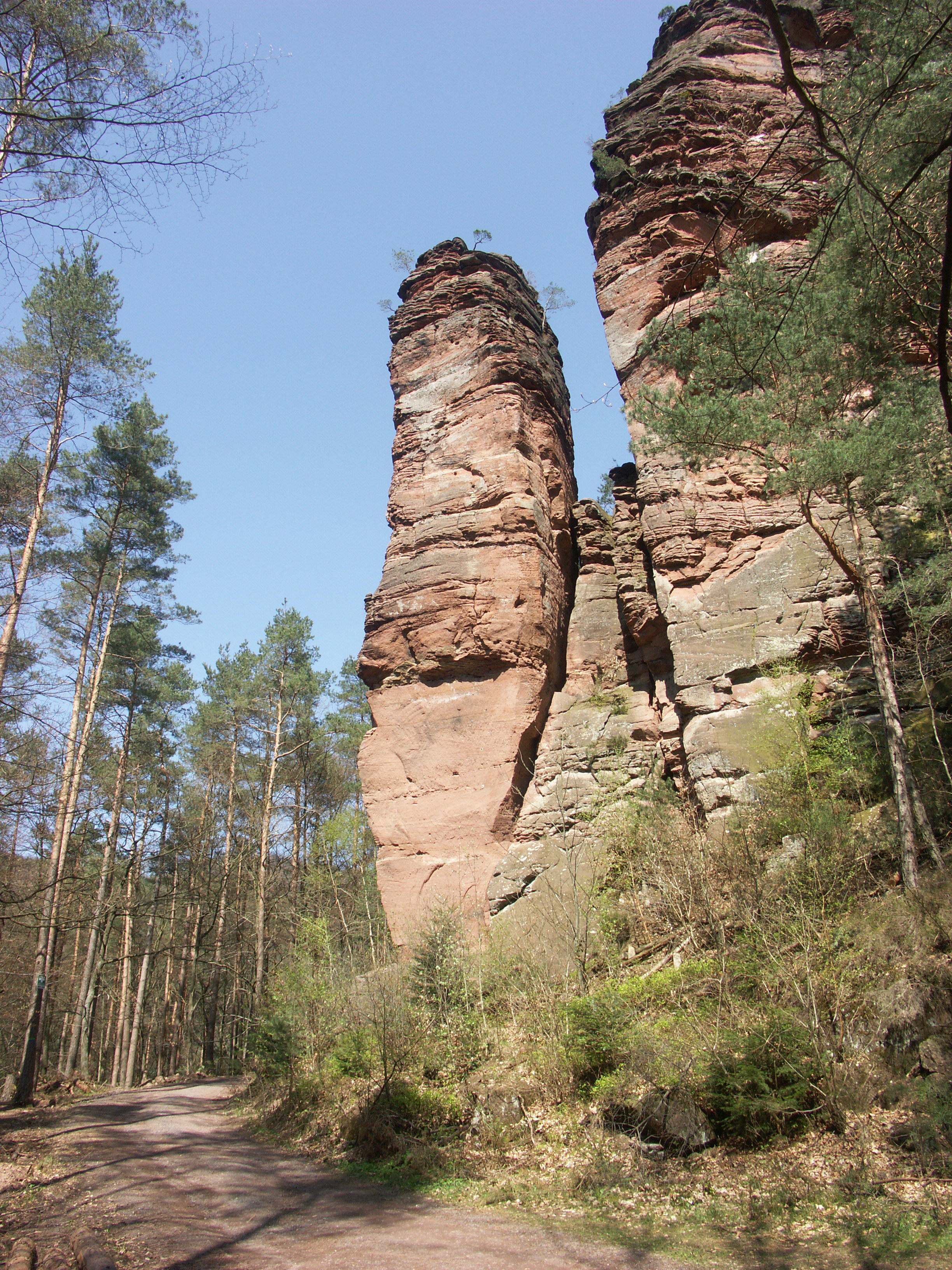
Neyturm (rechts) und Schlemmerturm (Mitte) im Glastal
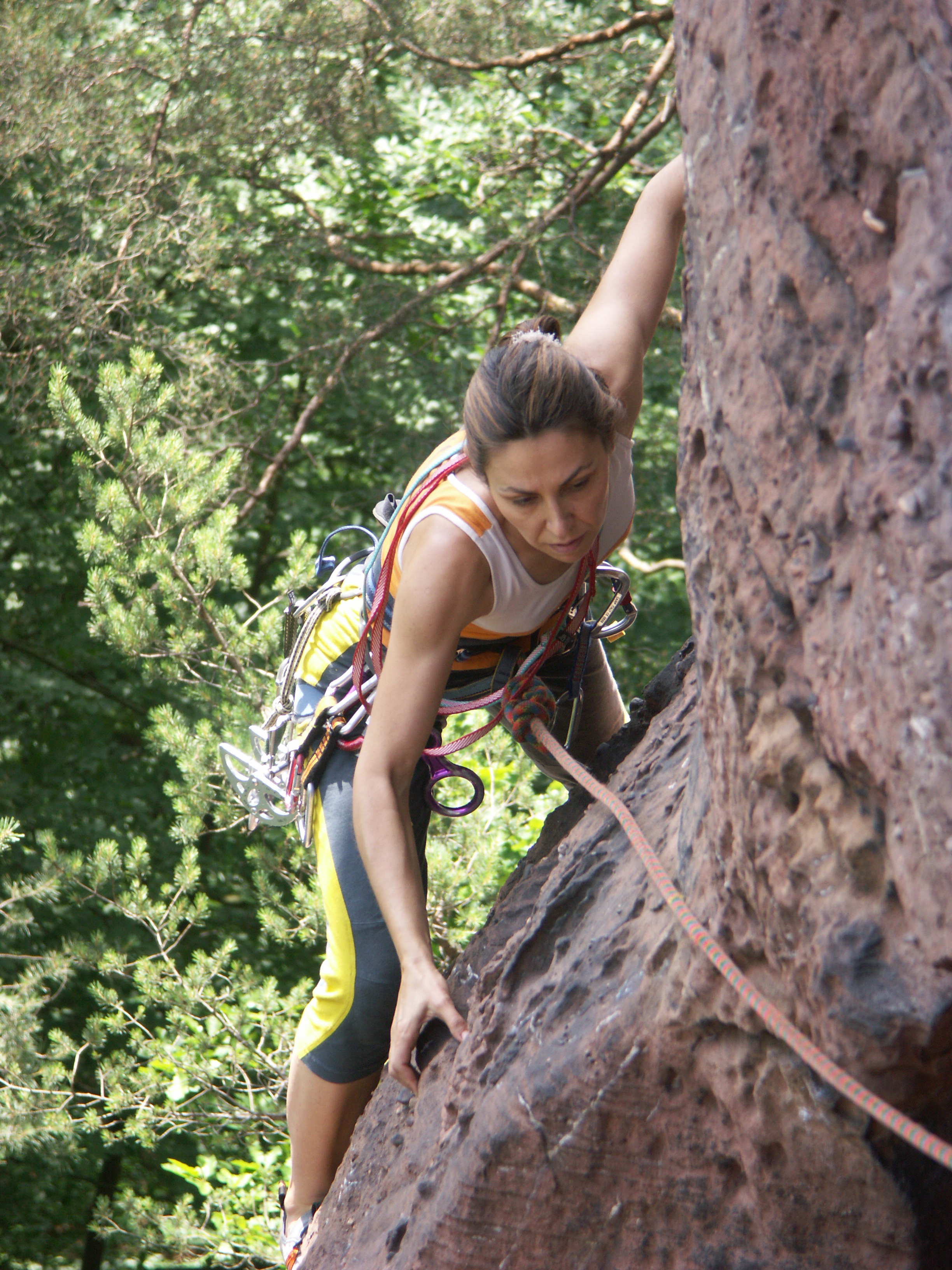
In der Schlüsselstelle der Kumbtverscheidung (1)
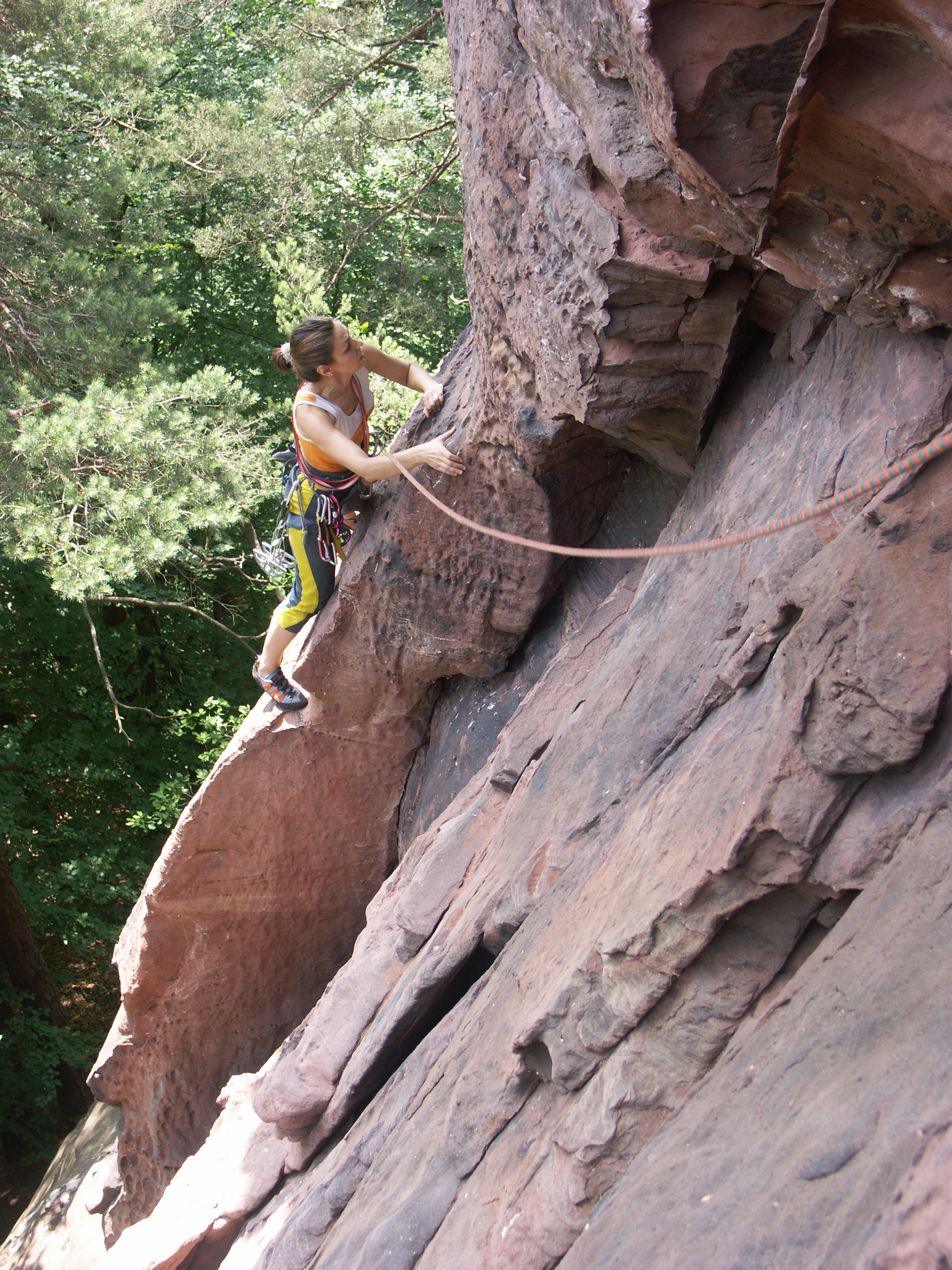
Schlüsselstelle der Kumbtverschneidung (2)
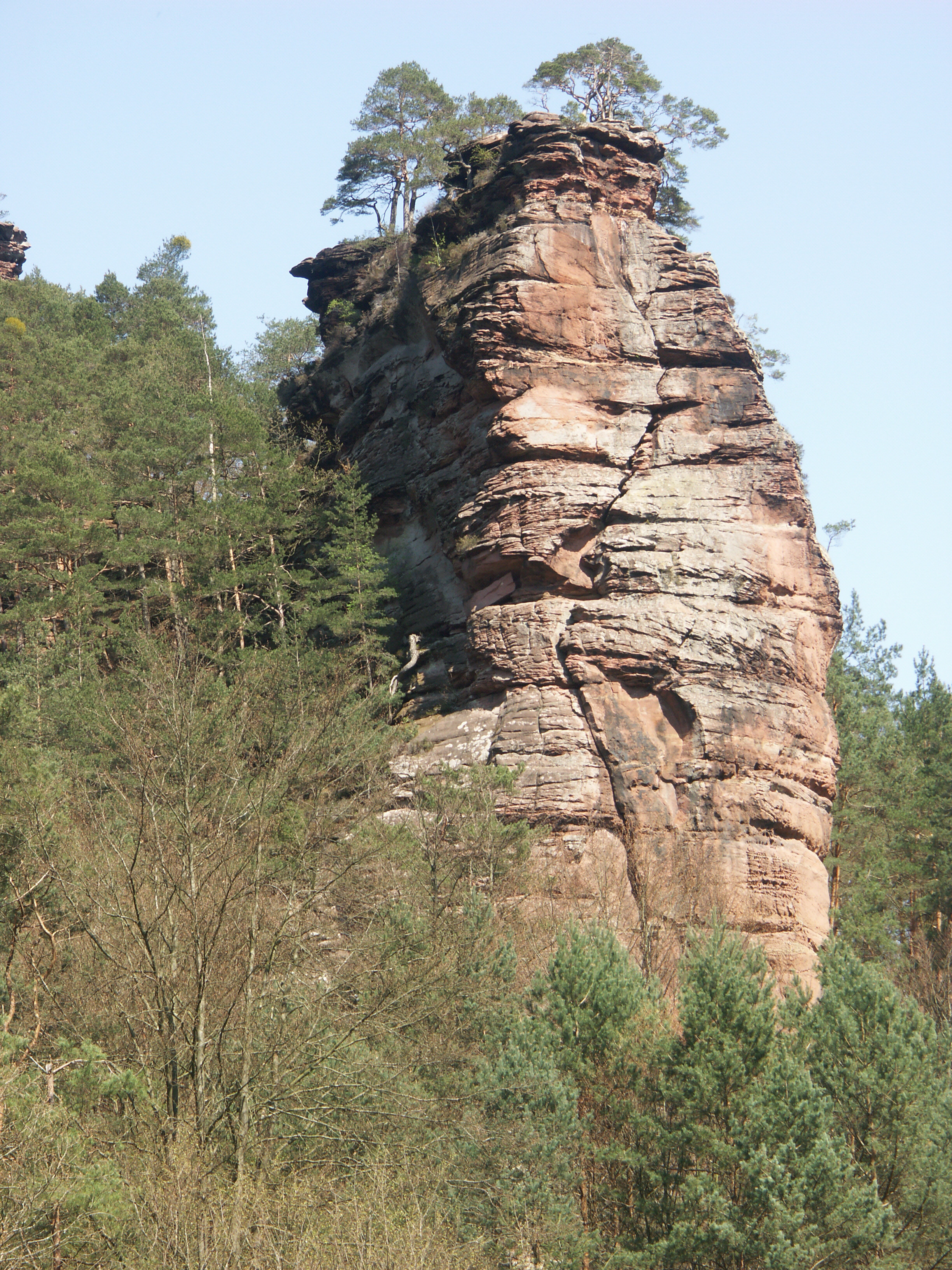
Rappenwand

- Glasfelsen im Glastal mit dem Ney- und dem Schlemmerturm; Neyturm mit „Nordwandquergang“ (IV-)
- Heegerturm (ursprünglich „Stumpfelsen“) mit „klassischem“ Normalweg (II) und „Südostwand-Riss“ (IV+)
- Kumbtfels mit der „Kumbtverschneidung“ (IV-)
- Rappenwand mit dem „Emil-Gessner-Gedächtnisweg“ (V+), einer 25 Meter langen Riss-Kamin-Kletterei in der Talwand
- Schafsfelsen mit dem sogenannten „Schandarie“, einem bizarren Felstürmchen, das wegen Einsturzgefahr für Kletterer aber gesperrt ist

### Dahner Gebiet
Die Berge und Seitentäler um die Kleinstadt Dahn weisen die größte Felsdichte im Klettergebiet Südpfalz auf. Zahlreiche Felsen sind durch Steiganlagen und über ausgeschilderte Wege erschlossen.
- Büttelfelsen mit der „Kleinen Südwand“ (V-)
- Braut und Bräutigam bei der Dahner Jugendherberge, zwei Türme, zwischen denen sich ein Kamin befindet, die Route „Großer Kamin“ (III)
- Hochstein, mit der dem Hochsteinmassiv westlich vorgelagerten „Hochsteinnadel“, Normalweg (III) und der „PK-Kante“ (V). Am Hochsteinmassiv gibt es den „Dornenriss“ (V), die „Härte 7“ (VIII), die „Graue Wand“ (IV+) und andere.
- Jungfernsprung, er ragt unmittelbar zwischen den Häusern von Dahn fast 60 Meter hoch auf und ist das Dahner Wahrzeichen. Das Massiv ist für Wanderer von der Bergseite her erschlossen. Durch die senkrechte Talwand führt der „Franz-Seiler-Gedächtnisweg“ (VII+).
- Bei den Lämmerfelsen handelt es sich um eine Felsmauer, die durch Türme gegliedert ist. Der „Bockturm“ ist über den „Normalweg“ (II) und die „Bockverschneiderung“ (VI-) zu besteigen. Weiter westlich steht der „Theoturm“ mit seinem „Normalweg“ (V) und die „Himmelsleiter“ mit dem Westgrat (II).

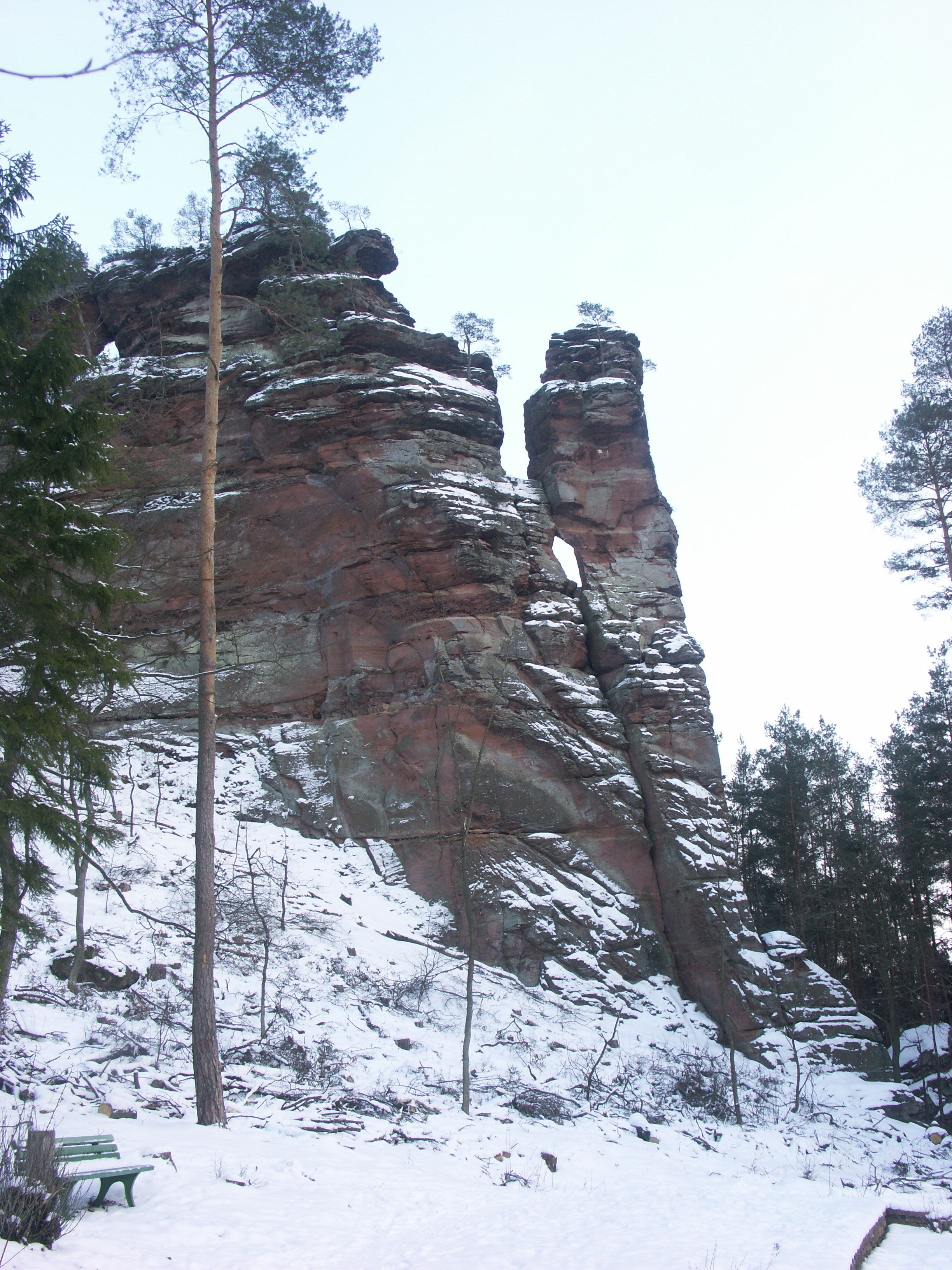
Hochsteinnadel von Norden
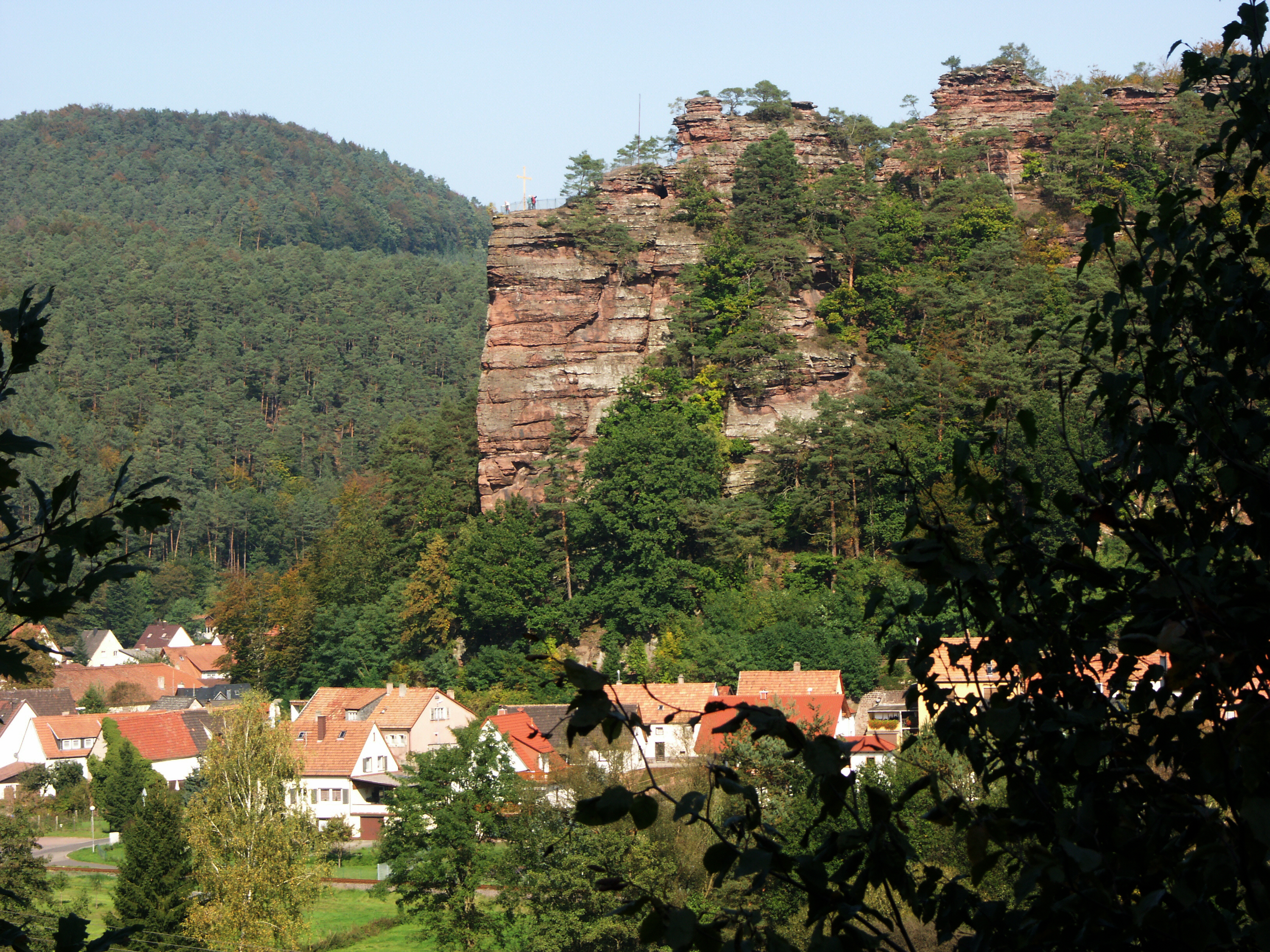
Jungfernsprung
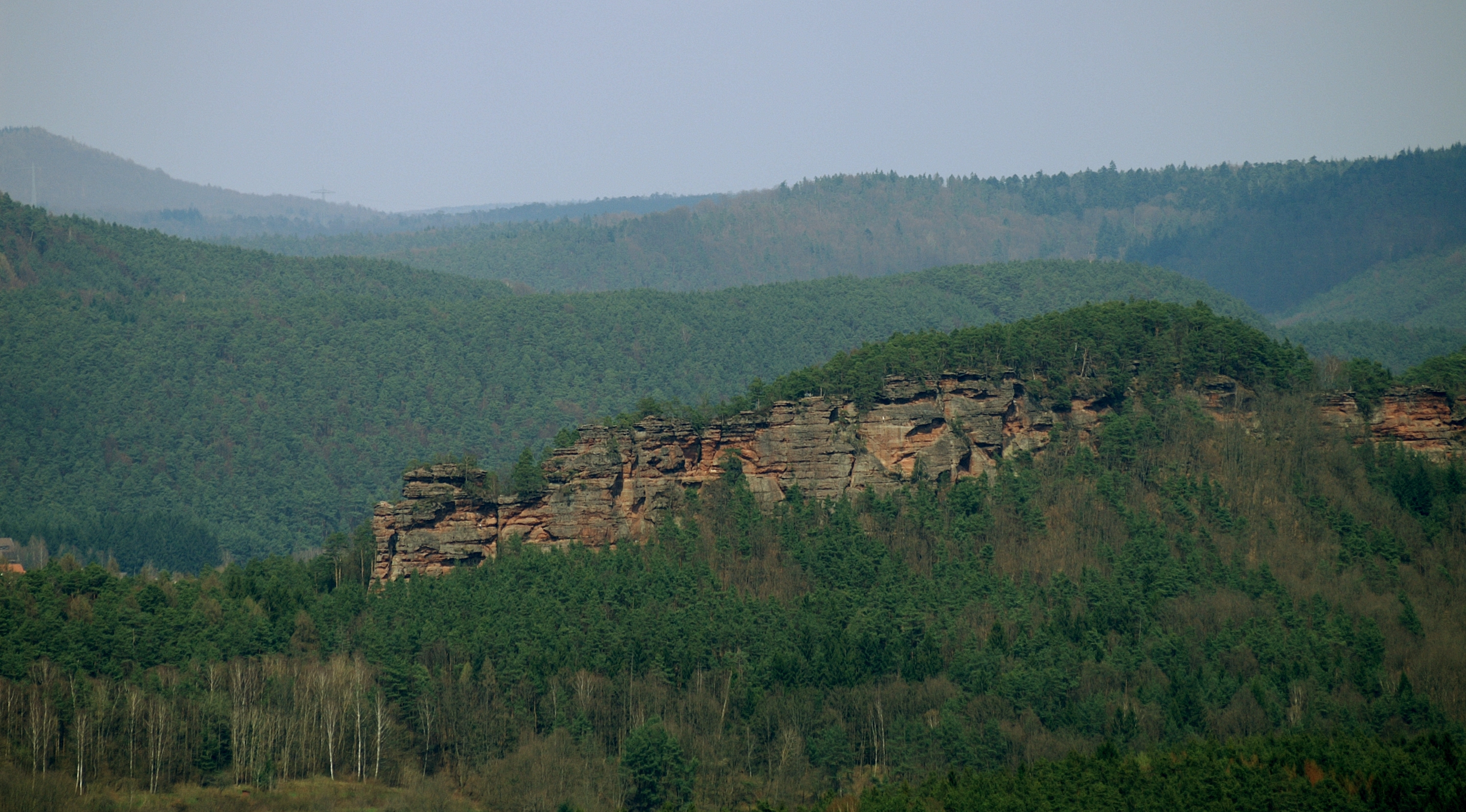
Südseite des Hochsteinmassivs
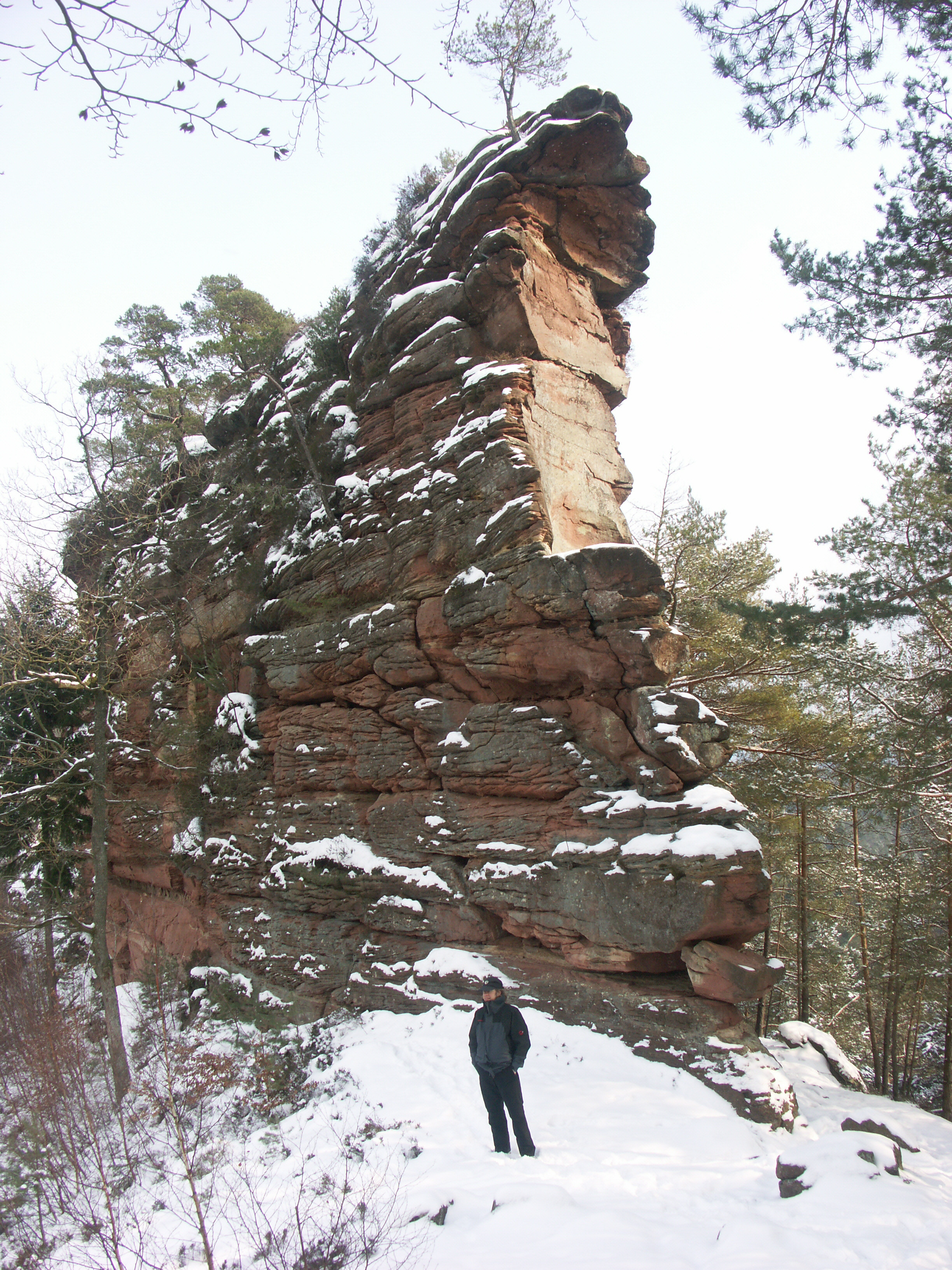
Westanstieg der Himmelsleiter
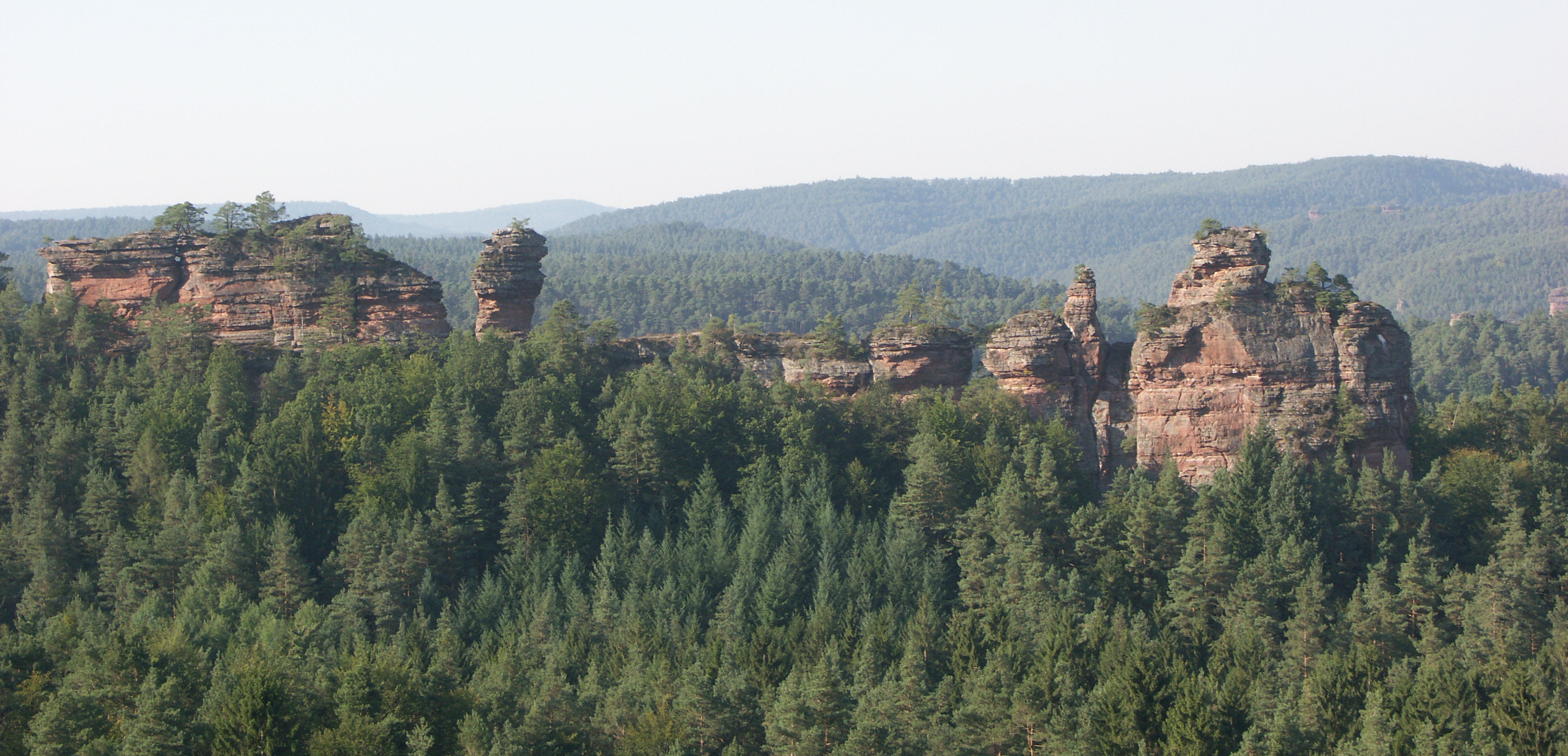
Lämmerfelsen – Südwände vom Landauer Turm aus
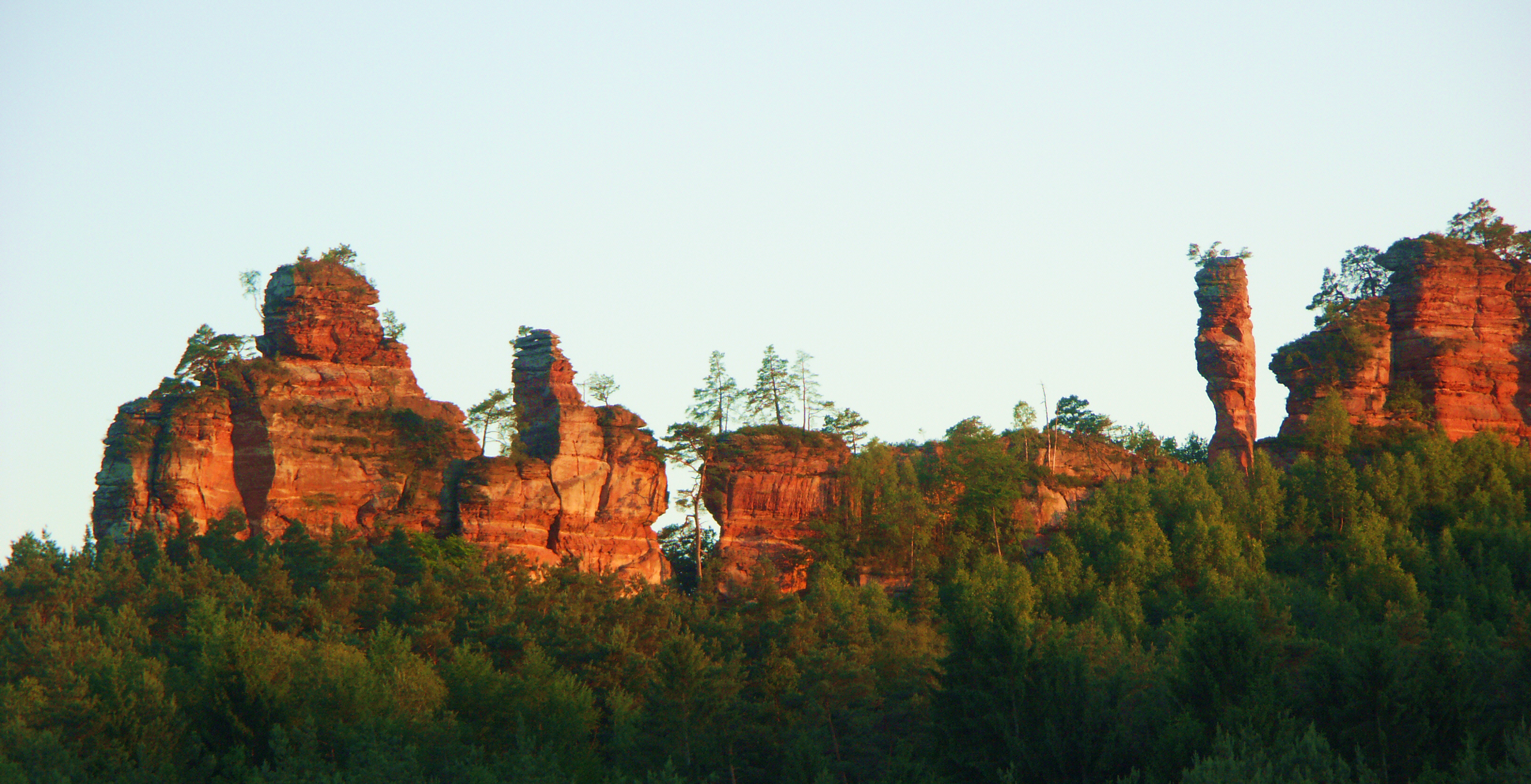
Lämmerfelsen – Nordwände vom Ortsausgang Dahn aus

### Bruchweilerer, Bundenthaler und Rumbacher Gebiet
Drei der Kletterfelsen finden sich in der Gemarkung Rumbach. Im Ort Rumbach, oberhalb der Kirche, liegen die Birkelfelsen, Richtung Schönau, von Rumbach aus sind die Kastellfelsen zu erreichen. Geradeaus weiter die Landesstraße 478 Richtung Schönau entlang ist kurz vor der Abfahrt Richtung Fischbach auf der linken Seite die Adelsnadel zu finden.

### Hinterweidenthal-Lemberger Gebiet

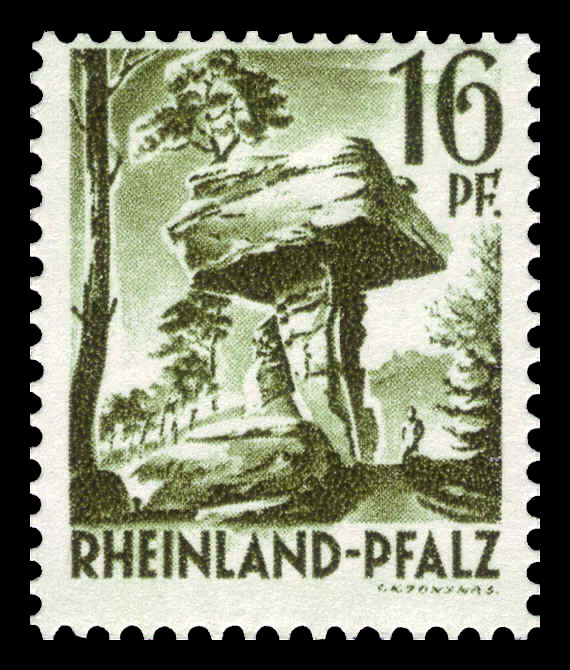
16-Pf.-Briefmarke (1947)
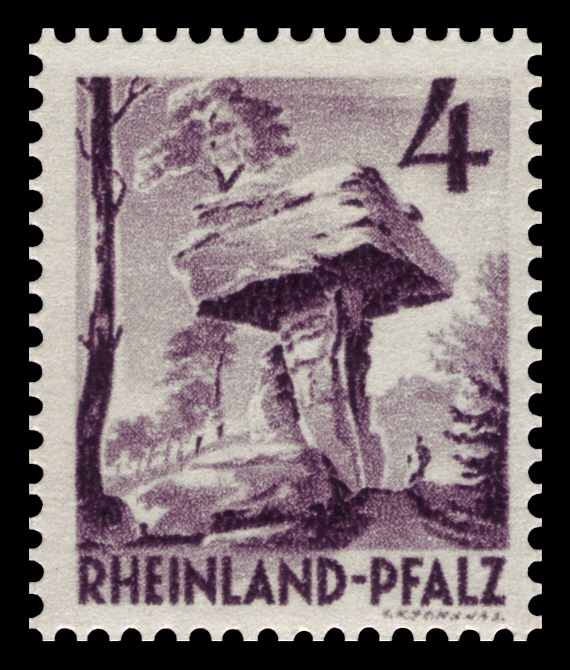
4-Pf.-Briefmarke (1948)
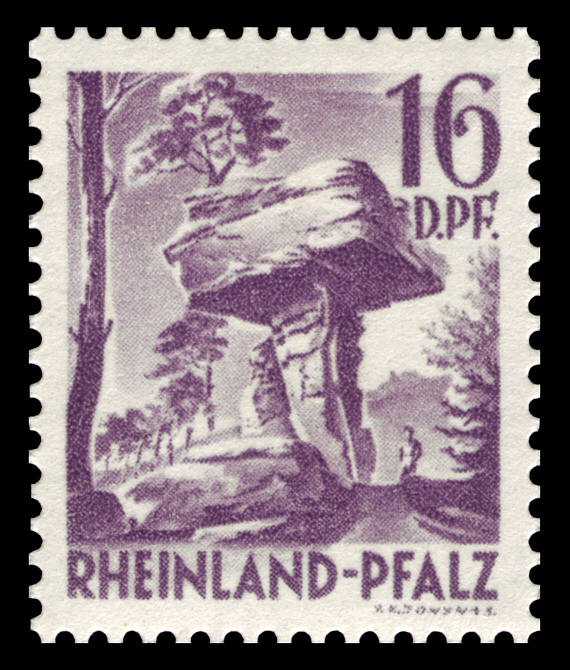
16-Pf.-Briefmarke (1948)
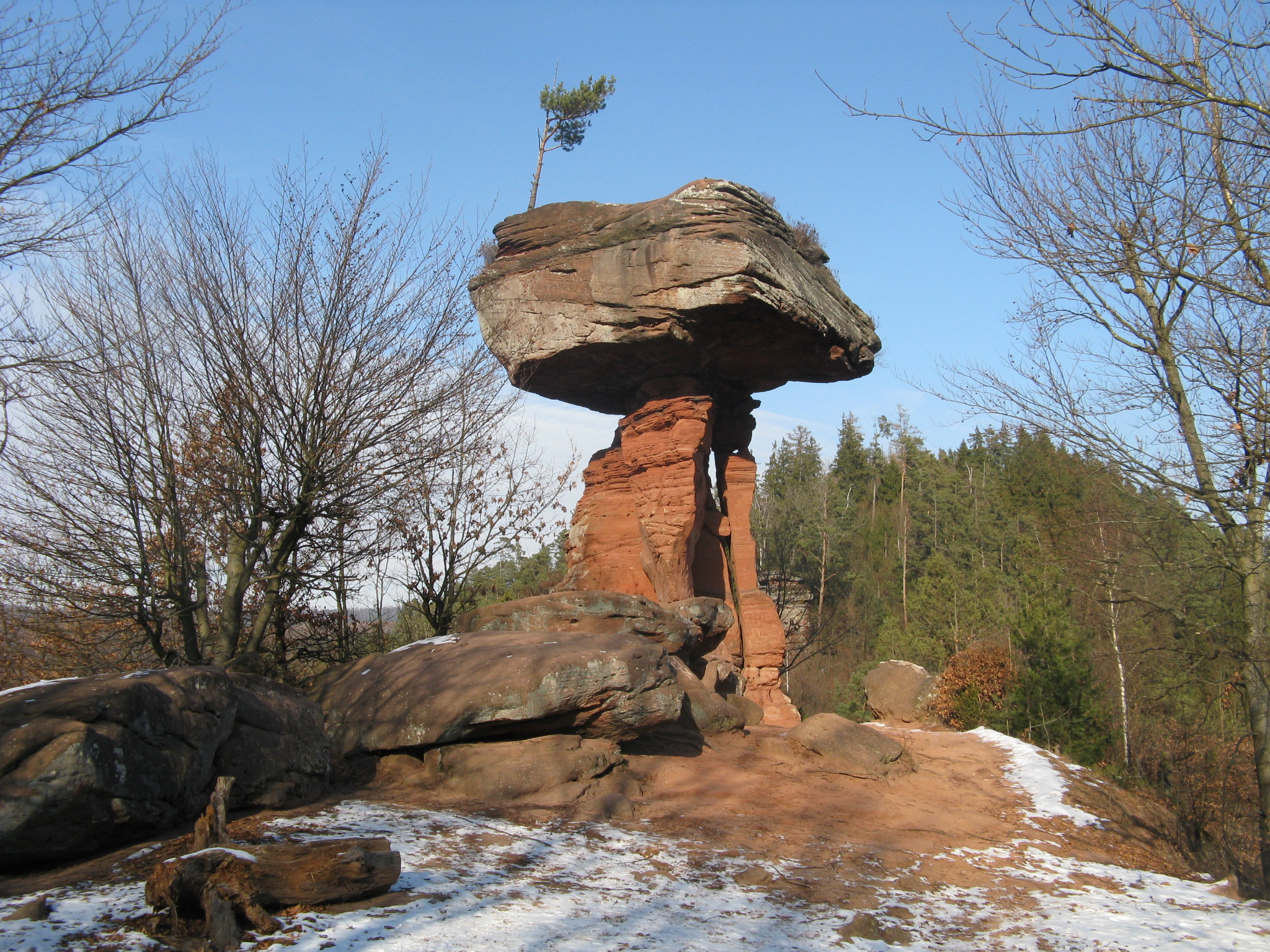
Teufelstisch im Winter

Das Hinterweidenthal-Lemberger Gebiet liegt im Wesentlichen südlich der Bundesstraße 10 zwischen Pirmasens im Westen und Hinterweidenthal im Osten. Es sind etwa 20 Felsen kletterbar, die mit einer Ausnahme eher eine untergeordnete Bedeutung haben. Hervorzuheben ist lediglich der 14 m hohe Hinterweidenthaler (auch Kaltenbacher) Teufelstisch. Als eines der pfälzischen Wahrzeichen war er in der Zeit der französischen Besatzung nach dem Zweiten Weltkrieg dreimal auf rheinland-pfälzischen Briefmarken abgebildet, 2014 auf einer Marke der Deutschen Post: